# Contea di Robeson
La contea di Robeson (in inglese Robeson County) è una contea dello Stato della Carolina del Nord, negli Stati Uniti. La popolazione al censimento del 2000 era di 123 339 abitanti. Il capoluogo di contea è Lumberton.

## Geografia
L'U.S. Census Bureau certifica che l'estensione della contea è di 2457,9 km², di cui lo 0,2% è coperto d'acqua.

### Strade principali
- U.S. Route 74
- U.S. Route 301
- U.S. Route 501

### Contee confinanti
- Contea di Cumberland - nord-est
- Contea di Bladen - est
- Contea di Columbus - sud-est
- Contea di Horry - Carolina del Sud - sud
- Contea di Dillon - Carolina del Sud - sud-ovest
- Contea di Marlboro - Carolina del Sud - ovest
- Contea di Scotland - nord-ovest
- Contea di Hoke - nord-ovest